# Lycée Emmanuel-Mounier (Grenoble)
Pour les articles homonymes, voir Emmanuel Mounier et Lycée Emmanuel-Mounier.
 (novembre 2011).
Si vous disposez d'ouvrages ou d'articles de référence ou si vous connaissez des sites web de qualité traitant du thème abordé ici, merci de compléter l'article en donnant les références utiles à sa vérifiabilité et en les liant à la section « Notes et références ».
 (mai 2012).
- Si vous ne connaissez pas le sujet, laissez ce bandeau (vous pouvez alors contacter les auteurs).
- Si vous supprimez le contenu mis en cause (vous pouvez préalablement contacter les auteurs),

argumentez précisément cette suppression dans la page de discussion
(un manque de référence n'est pas un argument ; une recherche réelle de référence doit avoir été effectuée, être formellement documentée).
Le lycée Emmanuel-Mounier est un lycée public d'enseignement général et technologique situé à Grenoble. Construit en 1963 à la limite du centre-ville et des quartiers sud, à deux pas de la Maison de la Culture MC2 et du Conservatoire à rayonnement régional de Grenoble avec lesquels il est en partenariat. Établissement expérimental de 1972 à 1984, il propose des formations allant de la classe de seconde au BTS. Il abrite également le CLEPT (Collège Lycée Elitaire Pour Tous), structure destinée aux élèves décrocheurs. Il sera rasé et reconstruit intégralement à partir de l'été 2017.

## Historique
- 1963, le lycée porte le nom d'Emmanuel Mounier, un Grenoblois (1905-1950), philosophe et créateur de la revue Esprit, mais également résistant qui connut, comme bon nombre de ses amis, les séjours en prison pendant l’Occupation.
- 1965, naissance de l’équipe théâtrale. Parmi les acteurs Georges Lavaudant qui deviendra metteur en scène à la Comédie-Française. L'option théâtre, qui a vu passer entre autres Roland Magdane, existe toujours aujourd'hui.
- 1966, les élèves élisent leurs premiers délégués de classe[2].
- 1967, le mini-parlement de Mounier est créé sous l’impulsion de Pierre Jourdan professeur de lettres. Il se réunit trois fois avec les délégués élèves et l’équipe d’animation et d’administration de l’établissement[2].
- 1969, le gouvernement d’Edgar Faure crée les délégués élèves. Les élèves du lycée Mounier sont alors surpris de cette invention étant donné que les délégués des élèves existent déjà pour eux depuis 3 ans[3];
- 1972, le lycée Mounier est désigné par le Ministère « établissement expérimental de plein exercice »[3]. La période d’expérimentation a lieu de 1972 à 1984 dont les finalités sont :
  - faire de la classe de seconde un palier d’orientation (seconde indifférenciée),
  - favoriser le travail en équipe des enseignants,
  - établir un lien entre enseignements dits classiques et modernes et l’enseignement technique,
  - modifier le contenu des disciplines,
  - modifier le baccalauréat.
- 1975, mise en place des « 10 % de la culture », semaine banalisée pendant laquelle les élèves réservent 10 % de leur temps scolaire à la culture générale. En tout une centaine de thèmes ont été abordés dans ce cadre[3]. Aujourd'hui l'ouverture culturelle reste présente avec les midi/2 de la culture qui occupent la pause méridienne.
- 1981, signature du partenariat avec le conservatoire national de musique.
- 1987, Le lycée est le premier de l'académie à proposer cette option[réf. nécessaire]
- 2000, ouverture du CLEPT [4] (Collège Lycée Élitaire Pour Tous) rattaché au lycée Mounier.
- 2010, création [5] de la classe Nanosciences en partenariat avec l’école d’ingénieurs Grenoble INP-Phelma et parrainée par le Prix Nobel français Albert Fert. Ouverture de la classe ESABAC, double baccalauréat français et italien (ESAme di stato-BACcalauréat).
- 2010-2013, après l'annonce par la région et le rectorat de la fermeture du lycée pour une reconstruction en 2013[6], des opposants craignant la disparition définitive du lycée ont mené des opérations de blocage et des manifestations[7].
- 2016-2017, le 27 octobre 2016 la région lance l'appel d'offre pour le désamiantage puis démolition et reconstruction intégrale du Lycée. Ces travaux qui pourraient durer environ 4 ans et seront lancés durant l'été 2017, concerneraient donc la construction d'un lycée d'une capacité de 1300 élèves qui fera 3 étages, un internat pour 200 élèves avec des chambres de 3 élèves sur 5 étages, 10 logements de fonction, un secteur demi-pension avec une cuisine pouvant accueillir 400 élèves ainsi que la réhabilitation et l'extension du gymnase avec la construction d'une piste d'athlétisme avec 4 terrains de sport au milieu type basket-ball, 2 terrains de beach-volley dont un qui servira pour le saut en longueur. Le lycée ne disparaitra donc pas définitivement, il sera intégralement refait à neuf.

## Classement du lycée
En 2015, le lycée se classe 32e sur 43 au niveau départemental en termes de qualité d'enseignement, et 1101e au niveau national. Le classement s'établit sur trois critères : le taux de réussite au bac, la proportion d'élèves de première qui obtient le baccalauréat en ayant fait les deux dernières années de leur scolarité dans l'établissement, et la valeur ajoutée (calculée à partir de l'origine sociale des élèves, de leur âge et de leurs résultats au diplôme national du brevet).

## Les formations post-bac
- Depuis 1990 : B.T.S. communication
- Depuis 1992 : B.T.S. Management des unités commerciales puis fermé par la suite pour être rouvert en 2020 comme seule formation post-bac présente au sein de l'établissement.
- Depuis 2010 : B.T.S. banque en alternance

Les formations Post-Bac sont aujourd'hui déplacées dans deux lycées de l'agglomération grenobloise : Lycée du Grésivaudan à Meylan et Lycée Aristide Bergès à Seyssinet. Elles seront rouvertes à la fin de la reconstruction du Lycée Emmanuel Mounier.

## Options disponibles
- Arts visuels / arts plastiques
- Classe de nano-sciences
- ESABAC (ESAme di stato - BACcalauréat)
- Musique
- Théâtre
- Langues : chinois, arabe, turc, portugais, russe, italien.
- ICN (Informatique et Création Numérique)
- DGEMC